# Myrmeleon (Myrmeleon) diminutus
Myrmeleon (Myrmeleon) diminutus is een insect uit de familie van de mierenleeuwen (Myrmeleontidae), die tot de orde netvleugeligen (Neuroptera) behoort. 
Myrmeleon (Myrmeleon) diminutus is voor het eerst wetenschappelijk beschreven door Esben-Petersen in 1915.